# 审章塘瑶族乡
审章塘瑶族乡，是中华人民共和国湖南省永州市道县下辖的一个乡镇级行政单位。2015年11月16日，井塘瑶族乡与审章塘瑶族乡成建制合并设立审章塘瑶族乡。

## 行政区划
审章塘瑶族乡下辖以下地区：
审章塘村、黄泥洞村、黄土坝村、九井村、皂角坝村、马家车村、葫芦岩村、茶园村、黄家村、冯家村、上追塘村、送洲村、鸭婆井村、洞民村、松柳村、向荣村和莲花宅村。